# كاميرون (أريزونا)
كاميرون (بالإنجليزية: Cameron CDP, Arizona)‏ هي منطقة سكنية تقع بولاية أريزونا في الولايات المتحدة. تبلغ مساحتها 48.54 كم2، وترتفع عن سطح البحر 1281 م، بلغ عدد سكانها 885 نسمة في عام 2010 حسب إحصاء مكتب تعداد الولايات المتحدة وتصل الكثافة السكانية فيها 18.2 نسمة لكل كيلومتر مربع (47.1/ميل2).

## التركيبة السكانية
حدّد مكتب تعداد الولايات المتحدة بيانات التركيبة السكانية لكاميرون في تعداد الولايات المتحدة. في ما يلي، التركيبة السكانية حسب تعدادي 2000 و2010.

### تعداد عام 2000
بلغ عدد سكان كاميرون 978 نسمة بحسب تعداد عام 2000، وبلغ عدد الأسر 236 أسرة وعدد العائلات 195 عائلة مقيمة في المنطقة السكنية. في حين سجلت الكثافة السكانية 20.1 نسمة لكل كيلومتر مربع (52.1/ميل2). وبلغ عدد الوحدات السكنية 317 وحدة بمتوسط كثافة قدره 6.5 لكل كيلومتر مربع (16.8/ميل2).
وتوزع التركيب العرقي للمنطقة السكنية بنسبة 1.74% من البيض و0.10% من الأمريكيين الأفارقة و94.68% من الأمريكيين الأصليين و0.10% من الأمريكيين ذوي الأصول الآسيوية و0.82% من الأعراق الأخرى و2.56% من عرقين مختلطين أو أكثر و4.09% من الهسبانيون أو اللاتينيون من أي عرق.
بلغ عدد الأسر 236 أسرة كانت نسبة 62.3% منها لديها أطفال تحت سن الثامنة عشر تعيش معهم، وبلغت نسبة الأزواج القاطنين مع بعضهم البعض 47.9% من أصل المجموع الكلي للأسر، ونسبة 28.4% من الأسر كان لديها معيلات من الإناث دون وجود شريك، بينما كانت نسبة 6.4% من الأسر لديها معيلون من الذكور دون وجود شريكة وكانت نسبة 17.4% من غير العائلات. تألفت نسبة 15.7% من أصل جميع الأسر من عدة أفراد يعيشون في نفس المنزل ونسبة 4.2% كانت تتألف من شخص يعيش بمفرده يبلغ من العمر 65 عاماً أو أكثر. وبلغ متوسط حجم الأسرة المعيشية 4.14، أما متوسط حجم العائلات فبلغ 4.61.
بلغ العمر الوسطي للسكان 23.5 عاماً. وكانت نسبة 41.2% من القاطنين تحت سن الثامنة عشر، وكانت نسبة 10.9% بين الثامنة عشر والرابعة والعشرين عاماً، ونسبة 27.5% كانت واقعةً في الفئة العمرية ما بين الخامسة والعشرين والرابعة والأربعين عاماً، ونسبة 13.7% كانت ما بين الخامسة والأربعين والرابعة والستين، ونسبة 6.6% كانت ضمن فئة الخامسة والستين عاماً فما فوق. يوجد لكل 100 أنثى 105.0 ذكر، ويوجد لكل 100 أنثى في الثامنة عشر من عمرها فما فوق 91.7 ذكر.
بلغ متوسط دخل الأسرة في المنطقة السكنية 24,773 دولارًا، أما متوسط دخل العائلة فبلغ 21,420 دولارًا. وكان متوسط دخل الذكور 21,786 دولارًا مقابل 12,614 دولارًا للإناث. وسجل دخل الفرد الخاص بالمنطقة السكنية 5,970 دولارًا. وكانت نسبة 38% من العائلات ونسبة 36.5% من السكان تحت خط الفقر، وكان من هؤلاء نسبة 43.6% تحت سن الثامنة عشر ونسبة 52.8% في الخامسة والستين من العمر وما فوق.

### تعداد عام 2010
بلغ عدد سكان كاميرون 885 نسمة بحسب تعداد عام 2010، وبلغ عدد الأسر 249 أسرة وعدد العائلات 190 عائلة مقيمة في المنطقة السكنية. في حين سجلت الكثافة السكانية 18.2 نسمة لكل كيلومتر مربع (47.1/ميل2). وبلغ عدد الوحدات السكنية 285 وحدة بمتوسط كثافة قدره 5.9 لكل كيلومتر مربع (15.3/ميل2).
وتوزع التركيب العرقي للمنطقة السكنية بنسبة 2.49% من البيض و94.01% من الأمريكيين الأصليين و0.79% من الأعراق الأخرى و2.71% من عرقين مختلطين أو أكثر و4.07% من الهسبانيون أو اللاتينيون من أي عرق.
بلغ عدد الأسر 249 أسرة كانت نسبة 45% منها لديها أطفال تحت سن الثامنة عشر تعيش معهم، وبلغت نسبة الأزواج القاطنين مع بعضهم البعض 37.3% من أصل المجموع الكلي للأسر، ونسبة 32.5% من الأسر كان لديها معيلات من الإناث دون وجود شريك، بينما كانت نسبة 6.4% من الأسر لديها معيلون من الذكور دون وجود شريكة وكانت نسبة 23.7% من غير العائلات. تألفت نسبة 19.3% من أصل جميع الأسر من عدة أفراد يعيشون في نفس المنزل ونسبة 4.4% كانت تتألف من شخص يعيش بمفرده يبلغ من العمر 65 عاماً أو أكثر. وبلغ متوسط حجم الأسرة المعيشية 3.55، أما متوسط حجم العائلات فبلغ 4.16.
بلغ العمر الوسطي للسكان 29.7 عاماً. وكانت نسبة 29.5% من القاطنين تحت سن الثامنة عشر، وكانت نسبة 14.6% بين الثامنة عشر والرابعة والعشرين عاماً، ونسبة 24% كانت واقعةً في الفئة العمرية ما بين الخامسة والعشرين والرابعة والأربعين عاماً، ونسبة 21.1% كانت ما بين الخامسة والأربعين والرابعة والستين، ونسبة 10.8% كانت ضمن فئة الخامسة والستين عاماً فما فوق. وتوزع التركيب الجنسي للسكان بنسبة 49.3% ذكور و50.7% إناث.